# Francesc Gil Gandia
Francesc Gil Gandia (València, 1932 - 2017) fou un canonge de la Catedral de València i destacat articulista a la premsa valenciana.
Fill d'una família benestant, amb arrels en Algímia d'Alfara, optà per la carrera eclesiàstica, malgrat l'oposició paterna, i fou ordenat prevere en 1956.
Tingué una primera destinació en la parròquia de Sant Pere de Xàtiva, on estigué breument. Gràcies a la seua amistat amb Carles Sarthou, llavors Cronista Oficial d'aquella ciutat, aconseguí que el quadre de Felip V que penja en el Museu de l'Almodí d'eixa ciutat penjara boca avall, en senyal de simbòlic càstig per ser el rei que ordenà la destrucció i crema de Xàtiva en 1707. Aquest quadre boca avall del rei que anul·là la personalitat jurídica del Regne de València i dels altres territoris de la Corona d'Aragó ha esdevingut amb els anys un símbol del nacionalisme valencià.
Llavors tingué un altre destí en Aiòder (Alt Millars), on estigué de 1957 a 1960. Passà després un any en Cortes d'Arenós (Alt Millars), on feu una important tasca d'organització de l'arxiu parroquial. Del 1961 al 1968 exercí el seu ministeri en Higueruelas (els Serrans), on va fer la casa abadia. Després passà a la parròquia de Nostra Senyora del Carme en Xàtiva (la Costera) (de nova creació), on estigué des de 1968 fins a 1977, on fou també capellà de l'IES Josep de Ribera. Allà comprà el solar que ocuparia aquesta parròquia, que va ser construïda en part durant aquest temps. El seu següent destí com a capellà fou en Vinalesa (Horta Nord), on estigué des del 1977 fins a 1990. Allà s'encarregà de la tasca de restauració del campanar de l'església, molt lloada posteriorment per diferents arquitectes. Exercí després el seu ministeri a la parròquia de la Santa Creu (part de l'antic convent del Carme) de la ciutat de València, des de 1990 fins a 2002. Ací aconseguí de l'Ajuntament de València l'erecció d'un senzill monument dedicat al gran escultor renaixentista valencià Damià Forment. D'ençà d'aquell any exercí el seu ministeri a la Catedral de València, primer com a beneficiat, i després com a canonge.
Els darrers anys destacà també com a articulista a la premsa valenciana, on publicà nombrosos articles sobre història valenciana (en especial història eclesiàstica valenciana), sobre art valencià, sobre religiositat popular i sobre espiritualitat en general.